# Équipe de Suisse de football en 2009
Cet article présente l'année 2009 pour l'équipe de Suisse de football.

## Résumé de l'année
La Nati commence son premier match de l'année en concédant un match nul à domicile contre la Bulgarie. Ensuite, la Suisse gagne deux fois contre la Moldavie, contre qui elle dispute ses deux premiers matches, sur le même score (2-0), et se rapproche du mondial en Afrique du Sud. La Suisse se retrouve à égalité de points avec la Grèce (13 points; meilleure différence de but pour la Grèce). Le prochain match amical contre les champions du monde de 2006 italiens va se solder sous un score de 0-0. Vient ensuite la confrontation contre la Grèce, 1re du groupe de la Suisse. La Suisse gagne par 2-0 et passe devant les Grecs. Quatre jours plus tard, la Nati arrache le nul, à Riga, contre la Lettonie (2-2). Elle s'impose ensuite contre le Luxembourg (3-0) et peut commencer à préparer ses valises pour l'Afrique du Sud. Le 14 octobre 2009, la Nati obtient un des plus beaux 0-0 de son histoire contre Israël et se qualifie pour la Coupe du monde 2010 en se classant 1re de son groupe de qualifications. L'équipe d'Ottmar Hitzfeld termine l'année 2009 sous une fausse note puisqu'elle s'incline 1-0 contre la Norvège, à Genève.

## Bilan
|           | Nombre de matchs | Victoires | Défaites | Matchs nuls | Buts marqués | Buts encaissés |
| Domicile  | 6                | 2         | 1        | 3           | 5            | 2              |
| Extérieur | 3                | 2         | 0        | 1           | 7            | 2              |
| Neutre    | 0                | 0         | 0        | 0           | 0            | 0              |
| Total     | 9                | 4         | 1        | 4           | 12           | 4              |

## Effectif
| Sélectionneur        | Sélectionneur             | Ottmar Hitzfeld   | Ottmar Hitzfeld  | Ottmar Hitzfeld |
| Nom                  | Date de Naissance         | Sélections (buts) | Club             |                 |
| Gardiens             |                           |                   |                  |                 |
| Diego Benaglio       | 8 septembre 1983 (26 ans) | 18 (0)            | VfL Wolfsburg    |                 |
| Johnny Leoni         | 30 juin 1984 (25 ans)     | 0 (0)             | FC Zürich        |                 |
| Marco Wölfli         | 22 août 1982 (27 ans)     | 2 (0)             | BSC Young Boys   |                 |
| Défenseurs           |                           |                   |                  |                 |
| Johan Djourou        | 18 janvier 1987 (22 ans)  | 23 (1)            | Arsenal FC       |                 |
| Stéphane Grichting   | 30 mars 1979 (30 ans)     | 26 (0)            | AJ Auxerre       |                 |
| Stephan Lichtsteiner | 16 janvier 1984 (25 ans)  | 19 (0)            | Lazio Rome       |                 |
| Ludovic Magnin       | 20 avril 1979 (30 ans)    | 57 (3)            | VfB Stuttgart    |                 |
| Patrick Müller       | 17 décembre 1976 (32 ans) | 81 (3)            | AS Monaco        |                 |
| Philippe Senderos    | 14 février 1985 (24 ans)  | 32 (3)            | Milan AC         |                 |
| Reto Ziegler         | 16 janvier 1986 (23 ans)  | 6 (1)             | UC Sampdoria     |                 |
| Demis et avants      |                           |                   |                  |                 |
| Almen Abdi           | 21 octobre 1986 (22 ans)  | 5 (0)             | FC Zürich        |                 |
| Tranquillo Barnetta  | 22 mai 1985 (24 ans)      | 41 (6)            | Bayer Leverkusen |                 |
| Eren Derdiyok        | 12 juin 1988 (21 ans)     | 11 (2)            | FC Bâle          |                 |
| Blerim Dzemaili      | 12 avril 1986 (23 ans)    | 9 (0)             | Torino FC        |                 |
| Gelson Fernandes     | 2 septembre 1986 (23 ans) | 16 (0)            | Manchester City  |                 |
| Alexander Frei       | 15 juillet 1979 (30 ans)  | 70 (40)           | FC Bâle          |                 |
| Benjamin Huggel      | 7 juillet 1977 (32 ans)   | 30 (1)            | FC Bâle          |                 |
| Gokhan Inler         | 27 juin 1984 (25 ans)     | 27 (1)            | Udinese          |                 |
| Blaise Nkufo         | 25 mai 1975 (34 ans)      | 22 (6)            | FC Twente        |                 |
| Marco Padalino       | 8 décembre 1983 (25 ans)  | 5 (1)             | UC Sampdoria     |                 |
| Alberto Regazzoni    | 4 mai 1983 (26 ans)       | 3 (0)             | BSC Young Boys   |                 |
| Valentin Stocker     | 12 avril 1983 (26 ans)    | 2 (1)             | FC Bâle          |                 |

## Matchs et résultats
| Match amical                                        | Suisse     | 1 - 1   | Bulgarie  | Stade de Genève, Genève                      |                                              |
| 11 février 2009 · 20h30 · Historique des rencontres | Huggel 45e | (1 - 1) | 33e Popov | Spectateurs : 9 500 Arbitrage : Duarte Gomes | Spectateurs : 9 500 Arbitrage : Duarte Gomes |
| 11 février 2009 · 20h30 · Historique des rencontres | Rapport    |         |           | Spectateurs : 9 500 Arbitrage : Duarte Gomes | Spectateurs : 9 500 Arbitrage : Duarte Gomes |

| Éliminatoires CM 2010                            | Moldavie | 0 - 2   | Suisse                     | Zimbru Stadium, Chișinău                                 |                                                          |
| 28 mars 2009 · 17h45 · Historique des rencontres |          | (0 - 1) | 32e Frei · 90+3e Fernandes | Spectateurs : 10 000 Arbitrage : George Douglas McDonald | Spectateurs : 10 000 Arbitrage : George Douglas McDonald |
| 28 mars 2009 · 17h45 · Historique des rencontres | Rapport  |         |                            | Spectateurs : 10 000 Arbitrage : George Douglas McDonald | Spectateurs : 10 000 Arbitrage : George Douglas McDonald |

| Éliminatoires CM 2010                              | Suisse               | 2 - 0   | Moldavie | Stade de Genève                                  |                                                  |
| 1er avril 2009 · 20h30 · Historique des rencontres | Nkufo 20e · Frei 53e | (1 - 0) |          | Spectateurs : 20 100 Arbitrage : Gianluca Rocchi | Spectateurs : 20 100 Arbitrage : Gianluca Rocchi |
| 1er avril 2009 · 20h30 · Historique des rencontres | Rapport              |         |          | Spectateurs : 20 100 Arbitrage : Gianluca Rocchi | Spectateurs : 20 100 Arbitrage : Gianluca Rocchi |

| Match amical                                     | Suisse  | 0 - 0 | Italie | Parc Saint-Jacques, Bâle                      |                                               |
| 12 août 2009 · 20h45 · Historique des rencontres |         |       |        | Spectateurs : 31 500 Arbitrage : Knut Kircher | Spectateurs : 31 500 Arbitrage : Knut Kircher |
| 12 août 2009 · 20h45 · Historique des rencontres | Rapport |       |        | Spectateurs : 31 500 Arbitrage : Knut Kircher | Spectateurs : 31 500 Arbitrage : Knut Kircher |

| Éliminatoires CM 2010                                | Suisse                       | 2 - 0   | Grèce | Parc Saint-Jacques, Bâle                            |                                                     |
| 5 septembre 2009 · 20h30 · Historique des rencontres | Grichting 83e · Padalino 88e | (0 - 0) |       | Spectateurs : 38 500 Arbitrage : Frank De Bleeckere | Spectateurs : 38 500 Arbitrage : Frank De Bleeckere |
| 5 septembre 2009 · 20h30 · Historique des rencontres | Rapport                      |         |       | Spectateurs : 38 500 Arbitrage : Frank De Bleeckere | Spectateurs : 38 500 Arbitrage : Frank De Bleeckere |

| Éliminatoires CM 2010                                | Lettonie                  | 2 - 2   | Suisse                  | Skonto Stadion, Riga                           |                                                |
| 9 septembre 2009 · 21h30 · Historique des rencontres | Cauņa 62e · Astafjevs 75e | (0 - 1) | 43e Frei · 80e Derdiyok | Spectateurs : 9 000 Arbitrage : Pavel Kravolec | Spectateurs : 9 000 Arbitrage : Pavel Kravolec |
| 9 septembre 2009 · 21h30 · Historique des rencontres | Rapport                   |         |                         | Spectateurs : 9 000 Arbitrage : Pavel Kravolec | Spectateurs : 9 000 Arbitrage : Pavel Kravolec |

| Éliminatoires CM 2010                               | Luxembourg | 0 - 3   | Suisse                      | Stade Josy Barthel, Luxembourg                             |                                                            |
| 10 octobre 2009 · 17h45 · Historique des rencontres |            | (0 - 3) | 5e 8e Senderos · 22e Huggel | Spectateurs : 8 200 Arbitrage : Eduardo Itturalde Gonzalez | Spectateurs : 8 200 Arbitrage : Eduardo Itturalde Gonzalez |
| 10 octobre 2009 · 17h45 · Historique des rencontres | Rapport    |         |                             | Spectateurs : 8 200 Arbitrage : Eduardo Itturalde Gonzalez | Spectateurs : 8 200 Arbitrage : Eduardo Itturalde Gonzalez |

| Éliminatoires CM 2010                               | Suisse  | 0 - 0 | Israël | Parc Saint-Jacques, Bâle                             |                                                      |
| 14 octobre 2009 · 20h00 · Historique des rencontres |         |       |        | Spectateurs : 38 500 Arbitrage : Alexandru Dan Tudor | Spectateurs : 38 500 Arbitrage : Alexandru Dan Tudor |
| 14 octobre 2009 · 20h00 · Historique des rencontres | Rapport |       |        | Spectateurs : 38 500 Arbitrage : Alexandru Dan Tudor | Spectateurs : 38 500 Arbitrage : Alexandru Dan Tudor |

| Match amical                                         | Suisse  | 0 - 1   | Norvège          | Stade de Genève, Genève                      |                                              |
| 14 novembre 2009 · 17h45 · Historique des rencontres |         | (0 - 0) | 48e (pen.) Carew | Spectateurs : 16 000 Arbitrage : Mark Whitby | Spectateurs : 16 000 Arbitrage : Mark Whitby |
| 14 novembre 2009 · 17h45 · Historique des rencontres | Rapport |         |                  | Spectateurs : 16 000 Arbitrage : Mark Whitby | Spectateurs : 16 000 Arbitrage : Mark Whitby |

## Classement des buteurs
| Buteur             | Compétition officielle | Matchs amicaux | Total |
| ------------------ | ---------------------- | -------------- | ----- |
| Alexander Frei     | 3                      | 0              | 3     |
| Philippe Senderos  | 2                      | 0              | 2     |
| Benjamin Huggel    | 1                      | 1              | 2     |
| Gelson Fernandes   | 1                      | 0              | 1     |
| Eren Derdiyok      | 1                      | 0              | 1     |
| Blaise Nkufo       | 1                      | 0              | 1     |
| Stéphane Grichting | 1                      | 0              | 1     |
| Marco Padalino     | 1                      | 0              | 1     |